# Westerstraat-markt

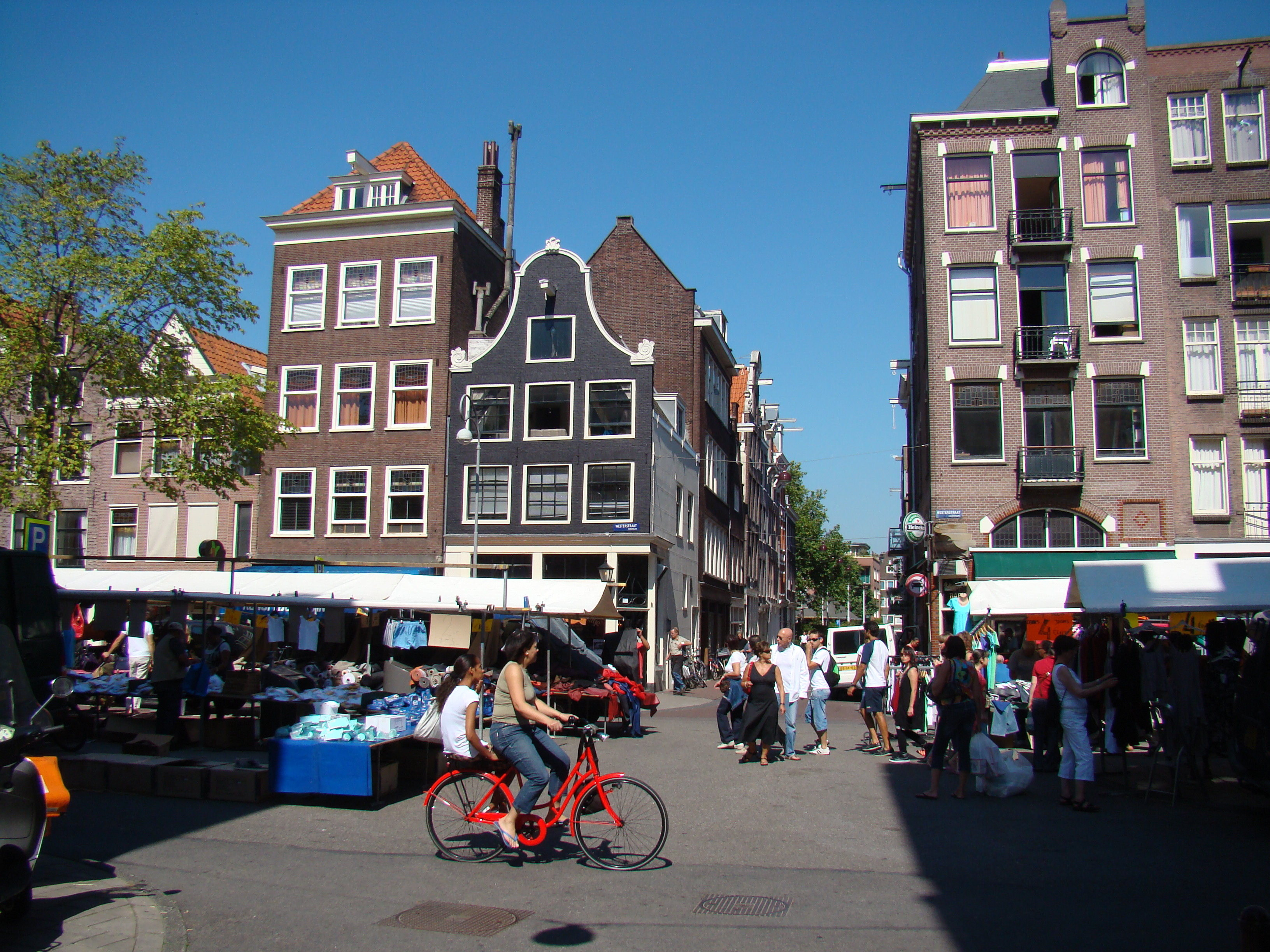
Markt in de Westerstraat.

De Westerstraat-markt in Amsterdam is een wekelijkse markt met ruim 150 kramen, die op maandag wordt gehouden in de Westerstraat in de wijk de Jordaan. Er staan veel kramen met stoffen en lapjes. De markt wordt daarom wel 'de lapjesmarkt' genoemd.
De naam van de markt: 'de Westerstraat-markt' wordt soms verward met de naam van het nabijgelegen plein: de Westermarkt. Op het plein 'de Westermarkt' aan de voet van de Westertoren is geen markt.